# Advection de tourbillon
L’advection de tourbillon est, dans la dynamique atmosphérique à grande échelle, le transport par le vent du tourbillon absolu de particules d'air individuelles,. Il s'agit d'une des composantes importantes des équations primitives atmosphériques reliées à l'intensité du mouvement vertical. La même notion s'applique à l'océan où c'est le transport par le courant des tourbillons dans l'eau.

## Définition
L'opérateur advection est défini comme :
Et le tourbillon absolu comme : 
Où {\displaystyle \zeta ={\frac {\partial v_{r}}{\partial x}}-{\frac {\partial u_{r}}{\partial y}}} la composante verticale du rotationnel du vent (v)
Et {\displaystyle f=2\Omega \sin \phi } où {\displaystyle \Omega } est le paramètre de la force de Coriolis dû à la  rotation terrestre à la latitude {\displaystyle \phi }.

## Interprétation

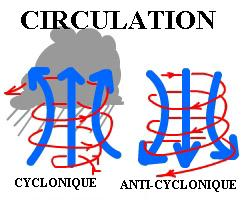
Circulation cyclonique et anticyclonique, dans l'hémisphère nord, ainsi que le mouvement vertical

Lorsque la structure verticale est normale, l'advection de tourbillon est importante dans la haute troposphère et faible près du sol. Dans ce cas, l'advection de tourbillon cyclonique (sens de rotation des dépressions) est associée à un mouvement vers le haut et la formation d'une dépression en surface. À l'inverse, l'advection anticyclonique (sens de rotation des anticyclones) donne un mouvement vers le bas et la formation d'un anticyclone. 	
Dans les profils inhabituels d'advection de tourbillon, il est possible de trouver une advection de tourbillon cyclonique (anticyclonique) associée à une crête barométrique (un creux en formation).